# Ерофеев, Яков Семёнович
Я́ков Семёнович Ерофе́ев (08 (20) октября 1877, Янькино, Козьмодемьянский уезд, Казанская губерния — 25 июля 1956, Сиухино, Горномарийский район, Марийская АССР) — марийский советский педагог. Учитель и заведующий Сиухинской начальной школой ныне Горномарийского района Республики Марий Эл (до 1947 года). Заслуженный учитель школы РСФСР (1946), заслуженный учитель школы Марийской АССР (1944).

## Биография
Родился 08 (20) октября 1877 года в д. Янькино ныне Горномарийского района Республики Марий Эл в крестьянской семье.
Педагог по образованию. До 1947 года был учителем и заведующим Сиухинской начальной школой ныне Горномарийского района Республики Марий Эл. В сфере народного образования и просвещения проработал 40 лет.
За заслуги в области народного образования в 1944 году ему было присвоено почётное звание «Заслуженный учитель школы Марийской АССР», в 1946 году — почётное звание «Заслуженный учитель школы РСФСР». В 1944 году награждён орденом Трудового Красного Знамени, в 1946 году — орденом «Знак Почёта».
Скончался 25 июля 1956 года в д. Сиухино Горномарийского района Марийской АССР, похоронен там же.

## Награды и звания
- Орден Трудового Красного Знамени (1944)[1]
- Орден «Знак Почёта» (1946)[1]
- Медаль «За доблестный труд в Великой Отечественной войне 1941—1945 гг.»
- Почётная грамота Президиума Верховного Совета Марийской АССР (1946)[1]
- Заслуженный учитель школы РСФСР (1946)[1][2]
- Заслуженный учитель школы Марийской АССР (1944)[1]